# Pachycraerus facetus
Pachycraerus facetus är en skalbaggsart som beskrevs av Sylvain Auguste de Marseul 1861. Pachycraerus facetus ingår i släktet Pachycraerus och familjen stumpbaggar. Inga underarter finns listade i Catalogue of Life.